# Kongregacja do Spraw Polskich
Kongregacja do Spraw Polskich – kongregacja Stolicy Apostolskiej powołana w połowie 1767 roku przez papieża Klemensa XIII w związku z zagrożeniem praw Kościoła katolickiego w Rzeczypospolitej Obojga Narodów za panowania Stanisława Augusta Poniatowskiego po zawiązaniu wspieranych przez Imperium Rosyjskie konfederacji: radomskiej, słuckiej i toruńskiej.
W skład kongregacji wchodzili kardynałowie: kardynał sekretarz stanu Luigi Maria Torregiani, Carlo Rezzonico, Fabrizio Serbelloni, Girolamo Spinola, Giovanni Francesco Stoppani, Giuseppe Maria Castelli, Nicolò Maria Antonelli, Pamphilii, Brandelli, Veltroni, abp Georgios Lascaris, abp Giuseppe Garampi.